# Пойнт-Лукаут (Нью-Йорк)
Пойнт-Лукаут (англ. Point Lookout) — переписна місцевість (CDP) в США, в окрузі Нассау штату Нью-Йорк. Населення — 1527 осіб (2020).

## Географія
Пойнт-Лукаут розташований за координатами 40°35′25″ пн. ш. 73°34′46″ зх. д. / 40.59028° пн. ш. 73.57944° зх. д. (40.590326, -73.579456).  За даними Бюро перепису населення США в 2010 році переписна місцевість мала площу 0,59 км², уся площа — суходіл.

## Демографія
Згідно з переписом 2010 року, у переписній місцевості мешкало 1219 осіб у 500 домогосподарствах у складі 352 родин. Густота населення становила 2082 особи/км².  Було 666 помешкань (1138/км²).
Расовий склад населення:
| - 97,8 % — білих - 1,0 % — азіатів - 0,5 % — чорних або афроамериканців |

До двох чи більше рас належало 0,2 %. Частка іспаномовних становила 3,2 % від усіх жителів.
За віковим діапазоном населення розподілялося таким чином: 18,9 % — особи молодші 18 років, 57,9 % — особи у віці 18—64 років, 23,2 % — особи у віці 65 років та старші. Медіана віку мешканця становила 50,7 року. На 100 осіб жіночої статі у переписній місцевості припадало 93,2 чоловіків;  на 100 жінок у віці від 18 років та старших — 90,2 чоловіків також старших 18 років.
Середній дохід на одне домашнє господарство  становив 146 390 доларів США (медіана — 111 534), а середній дохід на одну сім'ю — 165 740 доларів (медіана — 127 411). 
Цивільне працевлаштоване населення становило 611 осіб. Основні галузі зайнятості: освіта, охорона здоров'я та соціальна допомога — 27,8 %, науковці, спеціалісти, менеджери — 15,5 %, фінанси, страхування та нерухомість — 13,7 %, мистецтво, розваги та відпочинок — 12,1 %.